# Thập niên 1950
Thập niên 1950 hay thập kỷ 1950 chỉ đến những năm từ 1950 đến 1959, kể cả hai năm đó. Không chính thức, nó cũng có thể bao gồm vài năm vào cuối thập niên trước hay vào đầu thập niên sau.